# Hartford (Illinois)
Hartford ist ein Village am Ostufer des Mississippi River im Madison County im Westen des US-amerikanischen Bundesstaates Illinois. Die Stadt liegt im Metro-East genannten östlichen Teil der Metropolregion Greater St. Louis um die Stadt St. Louis im benachbarten Missouri. Das U.S. Census Bureau hat bei der Volkszählung 2020 eine Einwohnerzahl von 1.185 ermittelt.
Hartford ist die Geburtsstadt des Schauspielers Clint Walker.

## Geografie
Harford liegt auf 38°49'28" nördlicher Breite und 90°05'33" westlicher Länge. Die Stadt erstreckt sich über 9,98 km², die ausschließlich aus Landfläche bestehen.
Hartford liegt am östlichen Ufer des Mississippi River, der die Grenze zu Missouri bildet. Am gegenüberliegenden Westufer befindet sich die Mündung des Missouri River in den Mississippi River.
Durch Hartford führen mehrere Eisenbahnlinien sowie die Illinois State Route 3.
St. Louis in Missouri liegt 26,8 km im Süd-Südwesten, über Illinois’ 143 km entfernte Hauptstadt Springfield sind es in nordöstlicher Richtung 471 km nach Chicago.

## Geschichtliches
Die Teilnehmer der Lewis-und-Clark-Expedition verbrachten den Winter 1803/1804 in der Nähe des heutigen Ortes Hartford, bevor die Expedition startete.
Die heutige Gemeinde Hartford entstand im Jahre 1920, als die Bewohner des bis dahin gemeindefreien Gebietes beschlossen, eine eigene Gemeinde zu gründen.

## Demografische Daten
Bei der Volkszählung im Jahre 2010 wurde eine Einwohnerzahl von 1429 ermittelt. Diese verteilten sich auf 613 Haushalte in 450 Familien. Die Bevölkerungsdichte lag bei 143,0 Einwohnern/km². Es gab 677 Wohngebäude, was einer Bebauungsdichte von 67,8 Wohngebäuden/km² entsprach.
Die Bevölkerung bestand im Jahre 2000 aus 98,4 % Weißen, 0,1 % Afroamerikanern, 0,2 % Indianern, 0,3 % Asiaten und 0,3 % anderen. 0,5 % gaben an, von mindestens zwei dieser Gruppen abzustammen. 0,7 % der Bevölkerung bestand aus Hispanics, die verschiedenen der genannten Gruppen angehörten.
23,3 % waren unter 18 Jahren, 7,5 % zwischen 18 und 24, 28,9 % von 25 bis 44, 23,6 % von 45 bis 64 und 16,8 % 65 und älter. Das mittlere Alter lag bei 39 Jahren. Auf 100 Frauen kamen statistisch 101,4 Männer, bei den über 18-Jährigen 94,6.
Das mittlere Einkommen pro Haushalt betrug 33.828 $, das mittlere Familieneinkommen 40.652 $. Das mittlere Einkommen der Männer lag bei 31.694 $, das der Frauen bei 20.156 $. Das Pro-Kopf-Einkommen belief sich auf 16.160 $. Rund 10,3 % der Familien und 13,0 % der Gesamtbevölkerung lagen mit ihrem Einkommen unter der Armutsgrenze.

## Persönlichkeiten
- Clint Walker (1927–2018), Schauspieler